# Okręg Lure
Okręg Lure (fr. Arrondissement de Lure) – okręg we wschodniej Francji. Populacja wynosi 106 tysięcy.

## Podział administracyjny
W skład okręgu wchodzą następujące kantony:
- Champagney,
- Faucogney-et-la-Mer,
- Héricourt-Est,
- Héricourt-Ouest,
- Lure-Nord,
- Lure-Sud,
- Luxeuil-les-Bains,
- Mélisey,
- Saint-Loup-sur-Semouse,
- Saint-Sauveur,
- Saulx,
- Vauvillers,
- Villersexel.